# Geir W. Stakset
Geir W. Stakset, född 15 april 1983 i Hedvig Eleonora församling i Stockholm, är en svensk författare och företagare.
Stakset har skrivit böckerna Pappa och kriminell och Gängmedlem som båda gavs ut av Norstedts förlagsgrupp. Boken Pappa och kriminell uppmärksammades i Dagens Nyheter 2011. År 2014 grundade Geir W. Stakset, Anders Berntson och Waldemar Ryggmark företaget En annan sida av Sverige. År 2016 startade Stakset och Bobbo Krull den svenska podcasten Krull och kriminell.
Geir W. Stakset är uppvuxen i Bagarmossen i Stockholm tillsammans med sina föräldrar och sin yngre bror Sebastian Stakset.